# دم‌بادبزنی خال‌دار
دم‌بادبزنی خال‌دار (نام علمی: Rhipidura perlata) نام یک گونه از سرده دم‌بادبزنی است.